# 初音ミクのメディア展開
初音ミクのメディア展開では、 クリプトン・フューチャー・メディアのバーチャルシンガー『初音ミク』を中心としたメディアミックス展開について記述する。
この記事では、内容を分割しています。ここに含まれない情報については下記のページをご参照ください。
- 初音ミクのメディア展開（イベント - ゲーム - 書籍 - 音楽）
  - バリエーション（雪ミク - 桜ミク）
- ピアプロキャラクターズの関連コンテンツ
- プロジェクトセカイのメディア展開

## 概要
2007年8月に音楽製作用ソフトとして発売された初音ミクの大ヒットを受け、権利元であるクリプトン・フューチャー・メディア（以下クリプトン）に多数の企業が初音ミクの商業企画を打診していた。後にヒット商品となるグッドスマイルカンパニーのキャラクターフィギュア「ねんどろいど 初音ミク」や、セガのゲームソフト「初音ミク -Project DIVA-」については、発売翌月の2007年9月には既に企画が持ち込まれていた。
しかし、当時持ち込まれた殆どの企画は「萌えキャラ」としてのキャラクタービジネスの提案だった。クリプトン社の代表取締役・伊藤博之は初音ミクの本質を創作中心のムーブメントと捉えていたため、当時打診されていた殆どの企画を断ったという。ミクの生みの親である同社の佐々木渉（wat）は、既存の秋葉原カルチャーと以後に台頭するネットカルチャーは別物と考えており、既存の萌え系ビジネスとは切り離す形で軌道補正した旨を語っている。
クリプトン社は商用利用については「クリエイターの創作の場」として調整するようにしている。初音ミクユーザーの作った楽曲だけでなくデザイン（コスチューム）の公募を行ったり、関連商品へネットでの流行の取り入れを求めることも行われている。
クリプトン社の目黒久美子（わっしょい）は、当初はメディア展開できる公式イラストが少なくバリエーションにも限りが出ていた為、イラストレーターに新たに描き下ろしを依頼してそれを元に展開していく流れが作られたと述べている。また、当時のクリプトン社はライセンス（IP）ビジネスのノウハウがなかったため、基本的な知識・プロセスを他社から教わりながらノウハウを蓄積していった。
2023年12月時点でグッズ等も含めた売上は中国（本土）の1強で、他の地域とは異なる盛り上がりを見せており、中国で流通している和製IPの中でも初音ミクは常に上位に位置づけられている。
公式ポータルサイト「piapro.net」では国内で展開されたグッズが多数掲載されているが、著作権上の都合で掲載されていないものもある。また、海外向けの商品は国内向けのサイトでは基本的に取り扱っていない。

## 主なプロジェクト

### SEGA feat. HATSUNE MIKU Project
2008年に正式発足したセガとクリプトン社によるプロジェクト。ピアプロキャラクターズ関連のゲーム、グッズ、ライブコンサートなどを長期に亘って展開している。

### 初音ミク GTプロジェクト
2008年シーズン途中より、SUPER GTの300クラスに初音ミクが描かれた痛車の姿のレーシングカーが出場している。
- 2008年及び2009年シーズンは「Studie & GLAD with AsadaRacing」（2008年）および「Studie GLAD Racing」（2009年）がクリプトン社の協力を得てBMW・Z4 Mクーペの車両「初音ミク Studie GLAD BMW Z4」で出走した[11]。クリプトン社とチームの仲介役[12]でもあるグッドスマイルレーシングがメインスポンサーを務めている[11]。
- 2010年シーズンは前年までのメインスポンサーであるグッドスマイルレーシングがCOXと共に新しく立ち上げたチーム「GOOD SMILE RACING with COX」が、ポルシェ・911（GT3 RSRおよびGT3 R）で参戦[11]。
  - この年からプロジェクトの公式キャラクターが「初音ミク レーシングVer.（通称：レーシングミク）」となった[11]。
- 2011年シーズンはグッドスマイルレーシングとStudieが組み、新チーム「GSR & Studie with TeamUKYO」がBMW Z4 GT3で参戦している[11]。2011年シーズンでは、第3戦で2008年の参戦から初めての優勝を成し遂げており、その後第6戦・最終戦でも優勝し、シリーズチャンピオンを獲得した。後にJAFグランプリに参加し、2レース共に優勝し、JAFグランプリを獲得した。
- 2012年シーズンは、2011年と同じチーム体制で、2台体制として参戦。その内1台に「Project mirai」とのタイアップによる同作のイメージとして参戦した。
- 2013年シーズンは、1台体制に戻して参戦している。また、同年には、GT300以外に電気自動車の開発会社MIRAIによる日英共同チーム「KOMATTI-MIRAI RACING」の電動レーサーバイク『TT零13』が、グッドスマイルレーシングの協賛により、「レーシングミク」が描かれた痛単車の姿でマン島TTレースの「TT Zero」クラスに参戦した[13]。
- 2014年シーズン、2度目のシリーズチャンピオンに輝いた[14]。
- 2017年シーズン、3度目のシリーズチャンピオンに輝いた[14]。
- 2018年、「初音ミクGTプロジェクト」が10周年を迎え、特設サイト「初音ミク GTプロジェクト 10周年」を開設。本プロジェクトの軌跡を辿るムック「初音ミク GTプロジェクト 10th Anniversary Official Fan Book」が出版された。
- 2023年、「初音ミクGTプロジェクト」が15周年を迎え、特設サイト「HATSUNE MIKU GT PROJECT 15TH ANNIVERSARY」を開設。15周年企画を展開。

### 初音ミク Happy 16th Birthday -Dear Creators-
クリプトン社が初音ミクの16歳（周年）を記念して展開するプロジェクト。2023年2月10日に正式発表され、初音ミクの軌跡を振り返りつつ、「創作の輪」がさらに大きく広がっていくように多方面のクリエイターと共に新規企画が実施されている。
コンセプトは「16年間に生まれた『初音ミク』、これから生まれる未来の『初音ミク』。全てのクリエイターに祝福を。」。メインビジュアルのミクはこれまでにも様々な公式企画に携わってきたRellaによるもので、クリエイターが初音ミクという存在を形成するために使う多数のツールの集合体「創作の羽根」を背に纏っている。

### ポケモン feat.初音ミク Project VOLTAGE
2023年8月31日に発表された株式会社ポケモンとのコラボレーションプロジェクト。通称「ポケミク」。

## バリエーション・派生キャラクター
初音ミクにはクリプトンのメディア展開から誕生した公式が主導するバリエーションと、楽曲やMMDなどのファンメイドコンテンツから誕生した非公式のバリエーションが存在する。これらも初音ミクの公式企画や商品ラインナップの一部としてメディア展開が行われている。
クリプトン公式系
- 雪ミク
- 桜ミク
- レーシングミク
- ミクダヨー
- 発音ミク
- セカイのミクたち
- 初音ミク if
- 18タイプの初音ミクと相棒ポケモン

ファンメイド系
- はちゅねミク
- 弱音ハク
- 亞北ネル
- シテヤンヨ
- 骸音シーエ
- 初音ミク歌唱曲コンテンツ
- MMDモデル

## アニメ作品

### クリプトン・初音ミク公式
（名称不明）
2021年に初音ミク史上初となるオリジナルアニメと漫画の制作が報じられた。アニメはクリプトン社、Graphic India、Carlin West Agencyが制作しており、アニメ・実写・音楽が融合した「Mikuverse」の物語として、現代的なストーリーが展開予定であるという。クリプトン社のドゥヴィーニュ・ギヨームは「ファンによる創造性と芸術表現の機会を無限に与えてくれる初音ミクの本質に忠実なアニメをつくるため画期的な方法を見つけたと信じています。これは、ミクと世界中のファンにとって大きな瞬間となるでしょう」とコメントしている。
ぷちセカ
ゲーム『プロジェクトセカイ カラフルステージ! feat. 初音ミク』の日常を描いたショートストーリー。原作と同じくピアプロキャラクターズについては本作独自の設定であり、従来のプロフィール・設定を上書きするものではない。
劇場版プロジェクトセカイ 壊れたセカイと歌えないミク
「初音ミク」を描いた初のアニメ映画。

### 公式コラボ出演
【俗・】さよなら絶望先生
第13話Bパート「大導寺信輔の音声」（原作112話に相当）にて登場。CVは藤田咲。
新幹線変形ロボ シンカリオン
「シンカリオン H5はやぶさ」の運転士「発音ミク」として登場。この作品では北海道出身の小学生（年齢は11歳）として設定されている。声についてはクリプトン社が藤田咲のアフレコした音声と初音ミクの音声を合わせて調声している。また作中にはモブキャラとして、他のピアプロキャラクターズたちも登場している。
劇場版 新幹線変形ロボ シンカリオン 未来からきた神速のALFA-X
「発音ミク」として続投。本作ではライブシーンがあり、雪ミクのコスチュームで挿入歌「チェンジ！シンカリオン」を歌う。3Dライブシーンとステージ衣装のデザインはクリプトンが制作している。
あはれ!名作くん
第63話「初音ミク」で本人役として登場。なお、本作の第2期ED『名作!傑作!マスターピース!』のボーカルも務めている（担当上「Kz×八王子P feat.初音ミク」名義）。
邪神ちゃんドロップキック
2022年放送の第3期『X』および短編アニメ『まめアニメ（北海道編）』に登場。
ンめねこ
2025年8月14日放送のコラボ回にて特別出演する。EDは書き下ろし楽曲「ネギソルジャー」（作詞・作曲：ゆこぴ、MV：てんてこ）を使用した特別仕様。

### その他
らき☆すたOVA
主要キャラクターの一人・柊かがみがミクのコスチュームを纏う場面があり、DVDのパッケージにもこの姿が大きく描かれている。このかがみは「ミックミクかがみ」としてねんどろいどフィギュアが発売されている。
アキカン!
キャラクターとしては登場しないが、エンディングテーマ「恋空リサイクリング」（各話ごとにアレンジが異なる）の最終話バージョンとして、「のみこ feat.初音ミク」名義の楽曲が最終話ラストシーン及び放送後のミニコーナーに流れた。
宇宙をかける少女
同作において本編内外の様々な企画・場面で起用されている（→宇宙をかける少女#初音ミク）。
護法少女ソワカちゃん
初音ミクを模したソワカちゃんというキャラクターが主人公の個人製作のアニメーション作品。初音ミクの歌によってストーリーを語る歌劇のような形式の作品となっている。2009年7月15日よりDVDが発売されている。
ブラック★ロックシューターシリーズ
2012年放送の初代アニメ版及び2022年のリブート版「Black☆★Rock Shooter DOWN FALL」にて、「supercell feat. 初音ミク」名義の楽曲「ブラック★ロックシューター」が使用されている。2012年版はOP曲、2022年版は最終話の挿入曲として使用された。

## 模型・ぬいぐるみ
ミクはその人気の高さによって「フィギュアブーム」を巻き起こし、音声合成ソフトの枠すら越えてフィギュアシーンに影響を与えた。パッケージイラスト、クリプトン公式企画、ミクのバリエーション、新規原画を元にしたオリジナル、ファンメイドコンテンツを元にした模型・ぬいぐるみが存在する。
国内外の企業から様々なバリエーションが展開されているため、シリーズの基幹となる商品を軸に解説する。

### フィギュア・キット
「ねんどろいど 初音ミク」シリーズ（グッドスマイルカンパニー）
初音ミクフィギュアブーム及びデフォルメフィギュアブームを巻き起こしたデフォルメフィギュア。
最初の初音ミクフィギュアとして2008年3月31日に「ねんどろいど 初音ミク」が発売され、受注数は“数十万”にものぼり、発売元では急ぎ生産ラインを増やした（初めて複数の工場を使って生産された）がそれでも生産が追いつかなかった。当時フィギュア業界では2000-3000体売れればヒットと言われる中、予想を大幅に上回る人気から「緑の悪魔」とまで呼ばれた。以降のねんどろいどの顔の造形はミクがベースとなっているという。
商品ラインナップはねんどろいど史上最多とされ、2023年には“100体目”の商品化が発表された。雪ミクや桜ミク・レーシングミク・マジカルミライver等のバリエーションを含めて恒例の商品となっている。
初音ミクを起用した東京国立博物館の文化財修理プロジェクトとのコラボ商品が発売されており、ねんどろいどシリーズとのコラボ商品からも売上額の一部を寄付している他、G20ニューデリー・サミットの関連企画において「ねんどろいど 初音ミク 冬木小袖Ver.」が日本文化を表す作品として展示されている。
派生シリーズである「ねんどろいどぷち」、「ねんどろいどぷらす」、「ねんどろいどじゃんぼ」、「ねんどろいどこ～で」、「ねんどろいどどーる」、「ねんどろいど swacchao」、「ねんどろいどさぷらいず」、「ねんどろいどぷらも」、「ねんどろいどらーじ」でも展開されている。
1/6 初音ミク 組立てキット（ボークス）
初音ミク史上初のスケールキット。2008年4月12日発売の一般販売に先立ち、2008年2月24日のワンダーフェスティバル2008[冬]で先行販売された。一般販売は予約分だけで完売し、その後「モエコレPLUS 1/6 初音ミク」として2008年9月に発売された同一原型のPVC製塗装済完成品も、2008年4月29日に予約が開始されると予想を上回る注文があり、瞬く間に2次生産分まで予約で完売した。その後「モエコレPLUS」版にオプションパーツの追加や修正を施したものが「モエコレPLUS 1/6 初音ミク アンコールパッケージ」として発売されている。
スケールフィギュア 初音ミク（グッドスマイルカンパニー/2008年版）
初音ミク史上初のスケールフィギュア/完成品の非可動モデルは、グッドスマイルカンパニーより2008年9月27日に発売された（KEI書き下ろし、1/8スケール）。
ワンダーフェスティバル2008[冬]で発表され、フィギュアシーンに名を刻む大ヒット商品となった。。Amazon.co.jpの「おもちゃ&ホビーストア」における2008年の販売ランキングで3位。
なお、ミクのスケールフィギュアはグッスマ以外にも多数のメーカーが製造・販売している。
「figma 初音ミク」シリーズ（企画・開発：マックスファクトリー、販売：グッドスマイルカンパニー）
ミク史上初となる市販の可動フィギュア。2008年9月10日発売。上記と同じく東京国際アニメフェア2008で発表され、2008年8月30日のキャラホビ2008 C3×HOBBYで先行販売されると用意した1000個が1時間で完売するなど人気を集めた。Amazon.co.jpの「おもちゃ&ホビーストア」2008年の販売ランキングで1位。2013年にはNo.200記念商品として1から作り直した「初音ミク2.0」が発売された。バリエーションとしてパッケージ版、雪ミク、桜ミク、レーシングミクが展開されている。
初音ミク歌唱曲
初音ミク歌唱曲の世界観をモチーフにしたフィギュア。その第一弾は2009年12月12日にグッドスマイルカンパニーから発売された1/8「supercell feat. 初音ミク ワールドイズマイン」で、同作はヴィネット風スタチューの先駆けとなった。この他にマックスファクトリーの「VN02」、ワールドイズマインに続くGSCの「初音ミク 深海少女ver.」など、人気楽曲を題材にした様々なミクのフィギュアが展開されている。
プライズ景品
セガ、フリュー、タイトー、バンダイ（バンプレスト）から多数のプライズ品が展開されている。
デジタルフィギュア（バーチャルフィギュア）
AR（拡張現実）やVR（仮想現実）などのXR形式を用いて展開されるフィギュア。
第一弾はCD「渋谷系 feat.初音ミク」の特典として付属するARフィギュアで、専用のスマートフォンアプリ「渋谷系初音ミクAR」を起動してブックレットにスマホをかざすと3Dのミクが出現する。
バーチャルキャストで展開される初音ミク公式のVRテーマパーク「MIKULAND」では、VR空間におけるピアプロキャラクターズのデジタルフィギュアが販売されている。

#### その他のシリーズ（フィギュア・キット）
上記以外。パブリッシャー別・五十音順。
- A・DIMENSION
  - スケール（1/6）
- アニプレックス
  - ノンスケール（DVD付属品）
- アルファマックス
  - スケール（1/7、1/8）
  - ノンスケール
- eStream
  - スケール（1/7）
- APEX TOYS
  - スケール（1/7）
- 絵梦（エモン）トイズ
  - トレーディングミニフィギュア
- 海洋堂
  - スケール（1/7）
  - リボルテック アメイジング・ヤマグチ
- KADOKAWA
  - スケール（1/7）
  - 「摔倒的初音未来」シリーズ
- 艺华境（Kaleidos）
  - スケール（1/7）
- カワダ
  - キャラナノ
- 广东圣斯基工业设计有限公司
  - キット（Yolopark X Soskill）
- 广东启梦玩具实业有限公司
  - 启蒙：初音未来系列ブロック
- 广东高乐股份有限公司
  - GOLDLOK：「初音未来曲云裳」シリーズ
- 广州灵动创想文化科技有限公司/LDCX
  - 「初音未来 童話計畫」シリーズ
- KITSUNE STATUE
  - スケール（1/6）
- グッドスマイルカンパニー
  - スケール（1/1、1/4、1/6、1/7、1/8）
  - ポケマケット
  - ましゅまろいど
  - HELLO! GOOD SMILE
  - Huggy Good Smile
  - どうぶつチャームストラップ
  - POP UP PARADE
  - MODEROID
  - あかたんず
  - アーティストコラボフィギュア
- ケンエレファント
  - 北海道フィギュアみやげシリーズ
- コトブキヤ
  - フレームミュージック・ガール
  - フレームアーティスト
  - BISHOUJO
- サニーサイドアップ
  - Happyくじ（1/8・ねんどろいど）
- JUSTTOYS
  - collectible figure.
- 上海神猫跳动文化发展有限公司
  - HASUKI：スケール（1/12）
- 上海布鲁可科技集团有限公司
  - 可動式フィギュア
- 深圳市合泰文化发展有限
  - 擎苍-QINGCANG-：ノンスケール
- スクウェア・エニックス
  - VARIANT PLAY ARTS改 –KAI-
- ストロンガー
  - スケール（1/4）
  - 「初音ミク ～花色衣～」シリーズ
- セガ
  - スケール（1/7）
  - ノンスケール
    - S-FIRE：ノンスケール

  - セガプライズ
  - ふわぷち デフォルメフィギュア
- タイトー
  - プライズ
  - ぷちフィギュア
  - プレシャスフィギュア
  - スピリテイル：スケール（1/7）
- タカラトミー
  - とびこれ！！
  - こえだらいず
  - 肩ズンFig.
  - すってんころりんフィギュア
  - Hide ＆ Seek かくれんぼフィギュア
  - メタモルバース
  - トミカ
  - ポッピンスプリンクル
- 浙江陌凛工艺品有限公司
  - ノンスケール（Q版）
- CHINA HOBBY EXPO × BeBox
  - スケール（1/7）
- DMM Factory
  - スケール（1/7）
- デザインココ
  - スケール（1/7）
- Tokyo Otaku Mode
  - スケール（1/7）
- バンダイナムコグループ
  - ガンダム45周年×初音ミク
    - ガンプラ（RG）
    - フィギュア（METAL ROBOT魂、カプセルアクション、モビルスーツ アンサンブル、Lucrea）

  - 超合金
  - フィギュアライズ（Bust、LABO）
  - メタルビルド
  - COMPOSITE Ver.Ka
  - 初音ミクスイング
  - 一番くじ
  - プライズ（バンプレスト）
  - デスクトップシンガー
  - あそーと
  - BN FIGURE DX
  - SNOW MIKU COLLECTION
  - るかっぷ
- PIXI
  - 「初音ミク・パリの一日」シリーズ
- ピーエルエム
  - ［BINIVINI BABY］SOFT VINYL FIGURE
- 北京星动力潮流百货有限公司
  - 酷乐潮玩-Kule Chaowan-：ノンスケール（Q版）
- Better Toys
  - 「初音未来元气甜品屋」シリーズ
- フジミ
  - Ptimo
  - 雪ミク電車シリーズ
- 福州哈喽信息科技有限
  - Minidoll（フィギュア版）
- プライム１スタジオ
  - PRISMA WING
- BLACKRAY
  - スケール（1/7）
- フリーイング
  - スケール（1/4、1/8、1/12）
- フリュー（TENITOL）
  - F:NEX：スケール（1/7）
  - TENITOL：ノンスケール
  - プライズ
- ポニーキャニオン
  - スケール（1/7）
- ホビージャパン
  - フィギュアJAPAN
- ホビーストック
  - スケール（1/7）
  - 「ミクモ」シリーズ（制作：海洋堂）
- HOBBY MAX
  - スケール（1/7）
- マックスファクトリー
  - スケール（1/7、1/10）
  - PLAMATEA
- マックスリミテッド
  - ゆらゆらヘッド
- 弥索(杭州)文化传媒有限公司
  - Myethos：スケール（1/7）
- 默启文化科技有限公司/MoRiseHobby
  - KEMO XII DOLL
- Youtooz
  - Youtoozフィギュア
- ユニオンクリエイティブ
  - ノンスケール
- RIBOSE
  - RISE UP+
- リーメント
  - 初音ミクシリーズ
  - petadoll

### ドール
「初音ミク リカちゃん」シリーズ（タカラトミー）
初音ミクの格好をしたリカちゃん人形。バリエーションとして雪ミク版が存在する。
「Pullip 初音ミク」シリーズ（グルーヴ）
ファッションドール「プーリップ」とのコラボレーションドール。第一弾は2011年4月に発売。バリエーションとして雪ミク、ミク歌唱曲（LOL、千本桜）、桜ミクを展開。
「ドルフィー・ドリーム 初音ミク」シリーズ（ボークス）
2013年9月28日より「DD3」素体を使った第一弾が受注生産開始。後に「DD3」ベースの雪ミク、「DD-f³」ベースの初音ミクReboot、雪ミク、桜ミクが発売されている。ドレスセットは大きく分けて初音ミク歌唱曲、雪ミク（各シーズン）、SEGA feat HATSUNE MIKU Project（モジュール、セカイのミクたち）のものが存在する。
コレクションドール 初音ミク（グルーヴ）
2020年5月発売。「Yeolume」をベースにした新シリーズの第一弾。
「Harmonia humming 初音ミク」シリーズ（グッドスマイルカンパニー）
2023年1月に発売。翌年より雪ミク版も発売。

### ぬいぐるみ
「ねんどろいどぷらす ぬいぐるみ 初音ミク」シリーズ（Gift）
初音ミク史上初のぬいぐるみで、関節を組み込んだ可動式ぬいぐるみ「ねんどろいどぷらす ぬいぐるみ」シリーズの第一弾。手足やツインテールの可動によって多彩なポーズを取らせることが可能。
シュタイフ×初音ミク（グッドスマイルカンパニー）
ドイツの最高級ぬいぐるみブランド「シュタイフ」とのコラボレーションで生まれたテディベア。
パブリッシャー・主なシリーズの一覧（五十音順）
- KADOKAWA
- Gift
- グッドスマイルカンパニー
- セガ
  - ふわぷち
  - セガプライズ ...他
- セキグチ
- SO-ZO
  - モフフサ
- タイトー
  - どきゅーと ...他
- 青丘文创（QING QIU CULTURE）
- TSUKUMO
- pattythree
  - いつぬい
- バンダイナムコグループ
  - ちびぐるみ ...他
- フリュー
  - もちぴこぬいぐるみ ...他
- bilibili/BEMOE
  - 「初音未来 未来乐礼」シリーズ
  - 「初音未来 TOP」シリーズ
  - 「初音未来 星祈之夜（Starry Night）」シリーズ ...他
- ムービック
- 广州灵动创想文化科技有限公司/LDCX
- レッグス
- Youtooz

## 地域・地方
本節では国内の地域とのコラボレーションを記載する。
- 海外については初音ミク#海外展開・世界での活動を参照。

### 北海道
2010年12月2日、クリプトン・フューチャー・メディアとその所在地である札幌市との間で「シティプロモート分野における連携協定」が交わされ、札幌市をPRしていくことを謳っている。
クリプトン社の代表取締役・伊藤博之は、「初音ミク」に特定の国・地域のイメージが強くなるとそれ以外の地域の人たちとの距離が離れることを懸念し、札幌市もしくは北海道とのコラボはミクの冬季仕様「雪ミク」の側面が担当することになっている。一方で、通常の初音ミクでも北海道関連の企画が実施されるケースがある。
本節では、雪ミク以外の初音ミク関連企画を中心に挙げる。
- 2010年代
  - 2010年第61回さっぽろ雪まつりでクリプトンが初音ミクの雪像を展示。雪ミクはこの時の雪像化を記念して誕生した。
  - 2013年8月には、札幌市の観光プロモーションの一環として、タイ王国/バンコクのスワンナプーム空港駅とパヤータイ駅間を結ぶ高架鉄道「エアポート・レール・リンク（ARL）」で初音ミクのラッピング電車が運行されている[37]。
  - 2017年、北海道の新キャッチフレーズ「その先の、道へ。北海道。」のイメージソングに初音ミク歌唱曲「未来の風～その先の道へ / いじゃくP」と、まおうが描いた「雪ミク」が採用された[38]。
  - 2019年、北海道命名150周年記念及び昨18年に発生した北海道胆振東部地震の復興に向けて北海道の民放5局とNHK札幌放送局による共同キャンペーン『One Hokkaido Project』のキャンペーンソングに参加。
- 2020年代
  - 2021年、千歳市のPR企画の一環で邪神ちゃんドロップキックと雪ミク（名義上は初音ミク）のコラボ楽曲「サンキュードロップキック！」がリリース。また、TVアニメ「邪神ちゃんドロップキックX」に初音ミクが出演し、作中での舞台となる北海道のPRも行われた（リンク先を参照）。
  - 同年より初音ミクが北海道警察・北海道指定自動車教習所協会の交通事故防止ポスターに起用[39]。
  - 2022年、弘前と函館の両市の間で観光キャンペーン「ひろはこ」がスタートし、冬に「雪ミク」・春に「桜ミク」としてコラボ[27]。

### 他の地域
青森県
2019年に「桜ミク」が「弘前さくらまつり」の公式応援キャラクターに就任（→桜ミク#地域振興）。弘前観光コンベンション協会の協力を得て、弘前市の魅力を発信する観光ガイドマップやコラボグッズ、ラッピング電車/タクシーなど様々な企画を展開している
2022年より弘前と函館の観光キャンペーン「ひろはこ」に起用されている。
2024年には「JAつがる弘前」とコラボし、弘前の林檎をPR（JAと初音ミクのコラボは初めて）。
千葉県
初音ミクの国内最大級のイベント「初音ミク マジカルミライ」が開催される縁で千葉市がマジカルミライの後援団体に参画。「千葉市×初音ミクコラボ事業」を展開し、市公式HPの市章デザインの差し替え、ラッピング電車の運用などを実施。
東京都
2018年、東京都が主催する「東京150年祭」のメインプログラムとして「刻をあそぶ 時空の旅～初音ミク Links Tokyo150～」が実施され、時代性を反映したファッションで名曲を歌うことにより東京の魅力を発信。
2025年、『劇場版プロジェクトセカイ 壊れたセカイと歌えないミク』に登場する「閉ざされた窓のセカイの初音ミク」が「渋谷“応援”大使」に就任し、映画のモチーフとなった渋谷を案内する「渋谷ストリートマップ」が同年1月17日から配布されたほか、渋谷区地域イベントへの協力や海外旅行者向けの渋谷の観光案内、一般社団法人渋谷未来デザインとコラボした「マナー啓発」などを実施。
神奈川県
2024年、横浜市にて花火とドローンによる高次元エンターテインメントショー「“初⾳ミク Happy 16th Birthday” 『Music & Fire Works』- Time Capsule -」が開催された。このイベントはクリプトンの他、横浜市およびその関連団体とも連携して展開されている（主管 : 横浜SUGOI花火制作委員会、後援 : 横浜市、 横浜港ハーバーリゾート協会、協力 : 横浜港振興協会）。
新潟県
2023年より「新潟まつり」花火大会で「初音ミク 夜空プログラム」を実施。現地の企業「Gugenka」が主催し、クリプトン及び新潟の関連団体の協力のもと展開されている。
大阪府
2017年、大阪府警察本部サイバー犯罪対策課がサイバー犯罪防止のPRにミクを起用し、同年3月9日にJR大阪駅2階アトリウム広場でサイバー犯罪対策課が製作した楽曲「Password」を披露。
2018年より、インテックス大阪で実施される「マジカルミライ」に関連する形で「通天閣」とのコラボを実施（→初音ミク「マジカルミライ」#地域・公共交通機関）。
沖縄県
2025年、国際通りを舞台にした初音ミク×沖縄のコラボイベント『CHURA MIKU STREET』を開催。

## スポーツ
初音ミク GTプロジェクト（SUPER GT）
初音ミク（2010年からレーシングミク名義）のSUPER GTレース参戦企画。
2008年から300クラスにて継続参戦。歴代で3回、シーズンチャンピオンに輝いている（2025年時点）。
雪ミクと北海道のスポーツチーム・開催競技のコラボレーション
雪ミク#スポーツを参照。
MIKU BASEBALL（プロ野球/12球団）
2021年7月末にツイッター上で情報を初公開。翌年までパ・リーグ6球団のみを対象としたコラボグッズを販売していたが、2023年に新たにセ・リーグ6球団を加えた全12球団がコラボの対象となった。関連企画として『初音ミク「マジカルミライ2023」』企画展ステージに千葉ロッテマリーンズのマスコット「マーくん」が登場する。
楽天モンキーズ / 楽天桃猿（中華職業棒球大聯盟）
2023年10月22日、台湾のプロ野球チーム「楽天モンキーズ」とコラボし、ミクをテーマにした「初音未來一日10號隊友」を実施。
読売ジャイアンツ（プロ野球）
2023年7月29日・30日にかけて初音ミクと読売ジャイアンツ（巨人）のコラボグッズ・飲食品を数量限定で販売。
7月29日の読売ジャイアンツ 対 中日ドラゴンズ（開催：東京ドーム）では「ミクダヨー」が登場した他、ドーム場内店舗での特典付きコラボドリンクの販売、ドーム内サイネージにおける初音ミクの描写が実施された。
フィギュアスケート
北海道で開催されたフィギュアスケート・NHK杯において、初音ミクに扮した「どーもくん」が滑りを披露した。
楽天イーグルス（プロ野球）
2025年8月5日、『初音ミク「マジカルミライ 2025」』と楽天イーグルスのコラボイベントを実施予定。これに先駆けてマスコット「クラッチ」が「マジカルミライ 2025」仙台公演のステージ企画に登場。

## デジタルコンテンツ（ゲーム以外）
ゲームについては「初音ミクを題材にしたゲーム作品」を参照。

### クリプトン・初音ミク公式（デジタルコンテンツ）
ピアプロ（クリプトン）
クリプトンが運営するCGM型コンテンツ投稿サイト。
商業シーンにおいては企業・団体の公募企画における作品発表の場として機能しており、初音ミク（クリプトン社）の商業企画でピアプロの公募作品が採用されることも多い。主な例は「雪ミク（2012年以降）」、ゲーム「初音ミク -Project DIVA-」のモジュールなど。
KarenT / カレント（クリプトン）
クリプトンが運営するボカロ音楽専門レーベル（→初音ミクの音楽コンテンツ#KarenTによる配信）。
POPPRO / ポッププロ
中国の初音ミク公式投稿サイト。運営は中国の代理店「上海新創華文化発展有限公司」。中国におけるピアプロの役割を持ち、初音ミクの文章・絵・音楽といった作品を募集している。POPPROの公募デザインを採用したミクの関連商品も発売されている。
中国でのミクの公式ライブイベント「未来有你（MIKU WITH YOU）」の楽曲募集企画は2018年からの定番企画となっている。この他、公募デザインの1/7フィギュア「初音未来 韶華.ver」が年間売上ランキングNO.1のフィギュア商品になる等の実績を残している。
ミク☆さんぽ（KDDI、クリプトン）
KDDIとクリプトンがtangoの実証実験の一環で公開していたARアプリ。等身大の雪ミクもしくは初音ミクをあらゆる角度から閲覧する/一緒に散歩する/その様子を撮影する事ができた。
MIKULAND / ミクランド（インフィニットループ/Gugenka/バーチャルキャスト×クリプトン）
初音ミク公式VRテーマパーク。主催はインフィニットループ、Gugenka、バーチャルキャスト。
VR空間上での他ユーザーとのコミュニケーションやミクランドオリジナル商品のショッピングを楽しむことができる。
kiite（クリプトン）
クリプトンと産業技術総合研究所が共同開発した音楽発掘サービス。このサービスを利用した「kiite cafe」などのwebコンテンツでは、ミクたちバーチャルシンガーの公式企画も実施されている。

### 外部コラボ（デジタルコンテンツ）
Windows Live メッセンジャー
2008年9月に開始されたWindows Live メッセンジャーでニコニコ動画を見られるサービス「ニコニコメッセ」のPRを目的に、初音ミクが歌う「ニコニコメッセの歌」が作成され2008年12月17日にニコニコ動画上で公開された。この動画では初音ミクの歌と3Dモデルを使用してニコニコメッセの使用法を解説している。2009年1月10日からは動画の一部を使用したテレビCMがテレビ神奈川のバラエティ番組「ニコバンYME」のCM枠で放映された。
Google Chromeグローバルキャンペーン
GoogleのウェブブラウザGoogle Chromeの「Google Chromeグローバルキャンペーン」で、初音ミクを起用したCMが2011年12月16日に公開されている。このCMは世界中のクリエイターやファンの協力を得て制作されたもので、Webがもたらした初音ミクを用いた新たな創作形式の広がりを描いており、「livetune」がこのCMのために新たに書き下ろしたミク歌唱曲「Tell Your World」が使用された。このCMは2012年のカンヌライオンズ 国際クリエイティビティ・フェスティバルのダイレクトマーケティング部門で銅賞、エンターテイメント部門で銀賞を受賞した。
なお、Google Chromeの関連では2009年に初音ミクをあしらったスキンの公開も行われている。
Domino’s App feat. 初音ミク（ドミノ・ピザ）
2013年7月17日から2014年3月9日まで、メニューから注文までできるアプリ「Domino’s App」の全ての機能が、ドミノ・クルーのプロデュースによる初音ミクのイメージにデザイン一新された。App内で登場する楽曲の多くも、ドミノ・ピザのクルーたちがプロデュースしたオリジナルボカロ曲となっている。コラボアプリからピザを注文すれば、2013年5月12日初音ミク仕様のピザボックスで届けてもらえ、このApp限定のボックスはアプリの機能を使うことで初音ミクのARライブステージが表示される。
コインガチャ 初音ミク
Mobage、Yahoo!モバゲーにて利用者のアバター衣装用のコインガチャが2012年12月21日より何種か発売されている。悪ノ王国や恋色病棟といった派生作品のコインガチャも発売されている。
Baidu IME
2013年6月27日に「Baidu IME」用のスキン「初音ミク×Baidu IMEコラボスキン」が公開された。
アメーバピグ ミクミクエリア
2012年9月18日より期間限定で「アメーバピグ」内でコスプレが楽しめるエリア「なりきり通り」内に、「ミクミクエリア」をオープンし、「初音ミク」や「巡音ルカ」「鏡音リン、レン」など各キャラクターになりきるコスプレアイテムや、ギターやシンセサイザーなどの音楽アイテム、部屋に飾るキャラクターフィギュアなど計40種類のピグアイテムを80アメゴールドから販売する。さらに、エリア内では利用者のピグが5人揃って、あるアクションを行うと「初音ミク」が登場する仕掛けも用意されている。また、利用者自身がDJ（ディスクジョッキー）となって、「YouTube」に投稿された音楽動画の中から選択し、他の利用者とともに動画配信を楽しめる「ピグチャンネルフロア」でも、「初音ミク」専用エリアとして「ミクミクフロア」をオープン。利用者は、「初音ミク」になりきりながら、「初音ミク」の音楽動画を他の利用者と一緒に楽しむことができる。2013年2月4日より期間限定で雪ミクバージョンの雪の結晶ミクミクエリアとして復活した。
CLIP STUDIO PAINT（セルシス）
マジカルミライやSNOW MIKU、プロジェクトセカイなどの初音ミク公式コンテンツと連動した塗り絵コンテストを実施（セルシスは連携対象イベントにて協賛またはブース出展している）。
ハッカドール
ニュースアプリであるハッカドールとのコラボ。2016年8月22日夜の配信枠で初音ミク、同年9月5日の夜の配信枠で鏡音リン・レン、同年9月9日の夜の配信枠で巡音ルカのエンドカードが配信。ほか、2016年8月18日より「マジカルミライ」に関連するニュースを閲覧するとコラボ記念バッジが配布され、ウォッチリストに「マジカルミライ」を登録した人数に応じてキャンペーンが行われたり、「ハッカドール×初音ミク」ピアプロコンテスト2016年の開催が決定、またゲームアプリ『初音ミク ぐらふぃコレクション』にハッカドールが登場、くわえて5つ目のコラボ内容を伏せてその内容予想をTwitterで行った。
Adobe
2016年に、まさたかPをはじめ7名のクリエイターが“初音ミク”をモチーフに創作する過程・テクニックを紹介する9種類のチュートリアルと、それら9種類のチュートリアルを用い、動画師のまさたかPが映像制作、ボカロPの八王子Pが作詞作曲した完全録りおろしの新曲「創造テレパシー feat.初音ミク」を使用した動画を、Adobe公式サイトで公開した。
2017年に初音ミクのイラストが音楽に合わせてお祝いのダンスを踊るジェネレーター「DANCING MIKU MAKER」を公開し、それを使用し投稿されたイラストが、前年の企画で使用された八王子Pの楽曲「創造テレパシー feat.初音ミク」とともにムービーとなって8月31日より公開される『MIKU DANCING FES.』というキャンペーンを行った。本キャンペーンサイトでは、複数のイラストレーターによる初音ミクのイラスト仕上げ術を公開しており、ここでしか手に入らないオリジナルフォントも配布された。
いずれもAdobeによってサポートされた、周年記念企画である。
osoba（本田技研工業、ドワンゴ）
2019年1月より配信予定のS660センターディスプレイ車向けのスマートフォンアプリ。運転状況や車両の状態に応じて初音ミクが発話する。
ピグパーティ
アメーバピグの後継となるアバターコミュニティアプリのピグパーティが,2019年8月5日から31日まで日本語入力アプリSimejiと連動して「マジカルミライ 2019」とコラボした。ピグパーティでは新エリアのマジカルミライ2019やアバター衣装ガチャ、Simejiでは初音ミクボイス付きマジカルミライ2019デザインのオリジナルきせかえ。2022年には「SNOW MIKU2022」の雪ミクとコラボした。
HoloModels（Gugenka）
ミクランド主催会社の一社であるGugenkaのARデジタルフィギュアビューワー/アプリ。ミクランドのスタート当初より同コンテンツと連携したデジタルフィギュアの展開を行っている。
また、「新潟まつり」の「初音ミク スペシャルプログラム」において、「HoloModels」を使った特別演出も実施されている。
あすけん（asken）
2024年9月25日より、ゲーム『Fit Boxing feat. 初音ミク -ミクといっしょにエクササイズ-』と連携して3つのコラボキャンペーンを期間限定で実施。
Desktop Mate
2025年1月8日より、有料DLCとして「DesktopMate 初音ミク DLC」が配信される。ミクがデスクトップ上を自由自在に動き回り、本当にそこにいるかのように振る舞う。第2弾では「雪ミク2025」が登場する。
ふせったー
『劇場版プロジェクトセカイ 壊れたセカイと歌えないミク』とのコラボで、2024年12月27日から2025年2月17日まで期間中にハッシュタグ「#劇場版プロセカ」をつけてふせったーに投稿すると、「閉ざされた窓のセカイの初音ミク」が登場する特別仕様になる。

## TV・ラジオ番組
初音ミクの ミクミクメイクミク!
NTTぷららの映像配信サービスひかりTVで2013年8月から放送された番組。「初音ミクで“メイク”する楽しさを“ゆる～く”お伝えしていく」というコンセプトで、初音ミクを用いて創作するクリエイターなどのゲストを呼び、番組オリジナルの「ひかりTV式ミク」が台詞を歌いながら進行する。初音ミクの冠番組は本番組が初である。
マジカルミライ特番
共同主催者であるTOKYO MXを中心に、「今年も絶賛制作中」、「LIVE&MAKING」と題した特番が放映されている。
RADIO MIKU
リンク先を参照。CBCラジオの音楽情報番組。2021年より放送開始。

## 飲食業・飲食物
公式ポータルサイト「piapro.net」には、約350品（2024年2月時点・抜け落ち多数）が掲載されている。

### 主なパターン（飲食）
- ネギ
  - 初音ミクの食品企画ではネギ（もしくはネギを模した食品）が発売されることがある（経緯はロイツマ・ガールを参照）。初音ミクの食品企画に初めてネギを組み込んだのは後述する「みくせん」である[77]。
- 雪ミク・北海道関連
  - 雪ミクのフェスティバル「SNOW MIKU」では北海道の飲食店や飲食品とのコラボも実施している[78][79]。
    - 雪ミクは毎年異なるテーマ・コンセプトを持って展開されているが、中には2013年の「雪ミク いちご白無垢Ver.」や2024年の「雪ミク 冬のごちそうVer.」のように食品をイメージ[80]したものもあり、それらとのコラボ企画が実施されている（例：雪ミク#スープカレーコラボ）。

  - また、通常の初音ミクでも北海道関連の食品コラボが行われることがある（例：日清食品とコラボした香港・マカオ限定の北海道カップヌードル[81]など）。
- イベント関連
  - 初音ミクの世界ツアー「HATSUNE MIKU EXPO」において、海外（現地）会場の屋台にて日本食を提供している[82]。
  - 開催地の名物商品とのコラボ企画が展開される場合もある。
- コラボカフェ
  - 初音ミクたちピアプロキャラクターズ6体とのコラボ企画が様々なカフェで実施されている。
  - クリプトン社によると、プロセカの大ヒットを経て今まであまり大きな企画を実施してこなかった国でも展開しやすくなったとのことで、その一例として韓国内でのコラボカフェ「初音ミク×MINT HEIM」が紹介されている[83]。
- 初音ミク公式ゲーム作品との連動
  - 初音ミクを題材にしたゲーム作品とのタイアップ企画も展開されている。
    - プロセカ関連についてはプロジェクトセカイのメディア展開#タイアップ・コラボレーション企画も参照。
- 小売コラボ（#小売も参照）
  - 各飲食店・小売店では初音ミクとコラボした飲食品・メニューが販売されている。

### アンバサダー・クリプトン系（飲食）
MIRAI.ST cafe & kitchen（クリプトン）
シメパフェ文化の発祥カフェ。初音ミク関連ではピアプロキャラクターズ6体をイメージしたメニューの提供、「SNOW MIKU」との連動企画を実施。現在は閉店。
ポカリスエット（大塚製薬）
2019年より初音ミクを公式アンバサダーとして起用（→初音ミク#アンバサダー・イメージキャラクター）。
北海道e-水プロジェクト（北海道 / 北海道環境財団 /北海道コカ･コーラボトリング）
2024年より雪ミクをPRアンバサダーとして起用。同企画の飲料水も発売されている。

### 主なコラボ企画（飲食）
ネギ入りえびせん「みくせん」（MM Agency×志満秀）
初音ミク史上初の食品系コラボ。2009年5月25日発売。
ピアプロとのコラボでパッケージとせんべい本体のデザイン・CMソングの公募が行われ、最終的にイラスト10点・箱デザイン1点（裏表）・CMテーマソング1曲の計12作品が採用された。テーマ曲は“ラマーズP”の「ぱりぱっぱ」。
発売日を待たずして初回生産分1000個が完売。当初はネット通販での予約販売限定だったが、安定供給が可能になったため同年7月18日よりまず志満秀の高松本店と高松空港店で店頭販売が始められ、隠れた香川土産として好評で採算が見込めると判断されたことから2010年3月9日には香川県内の直営店全てに販売店舗が拡大された。
不二家
2012年12月、ファミリーマートにてポップキャンディとミクダヨーのコラボ商品「ミクダヨー ポップキャンディ」が販売開始。2013年8月、ぺこちゃんとミクダヨーがコラボしたミクダヨー×不二家企画の第二弾商品「ペコ＆ミクダヨー　サクサクミルキー」も販売された（ぺこちゃんとミクダヨーのカードが付属する）。
2019年より、不二家と初音ミクのコラボ企画が始動。初音ミクファンである不二家FC店店長の熱意に応える形で不二家が協力し、「初音ミク　キャラクターズ　マカロン」として商品化が実現した。この企画は好評を博し、その後も続いている（2020年6月時点でコラボ第四弾と明言されているが、先述のミクダヨーをカウントしているかは不明）。
ロッテ
2013年8月より「ファミマ×ミク」の一環として『ビックリマン』とのコラボ商品「ミックリマンチョコ」が発売。ゲームアプリ「初音ミク ぐらふぃコレクション」と連動しており、裏面のQRを読み込むと「ぐらコレ」内でカードが貰える。
2015年3月、「初音ミク 春の商品フェア♪2015」の一環として『小梅ちゃん』とのコラボ商品「小未来（こみく）ちゃん」および「ミックリマン2」が発売（ミックリマン2は「ぐらふぃコレクション なぞのすいせい」との連動カードあり）。
森永製菓
2014年9月より「ミク LOVES ファミマ♪キャンペーン4th Happy Halloween★TRICK or MIKU？」の一環でハイチュウとのコラボ商品「ミクチュウ」が期間限定で販売された。以後も異なる企画として販売されている。
2016年2月23日にエンゼルパイとのコラボ商品「ミニエンゼルパイ＜初音ミクのメロン味＞」が発売され、アプリをダウンロードしたスマートフォンを商品パッケージにかざすとフォトフレームを入手できた。また、ファンメイドの3DCGソフト「MikuMikuDanceにて「エンゼルパイイメージミク」と「エンゼルパイちゃん」のモデルも無料配布された。
江崎グリコ
2016年5月31日に発売された江崎グリコのアーモンドピークとのコラボ商品では、封入された夏の音ARカード（全7種）をARアプリ「COCOAR2」で読み込むとオリジナルソングが聴くことが出来た。
江崎グリコの菓子のキャンペーン「冷やして鳴らそう音符お菓子のいい音」では、ポッキーやアーモンドピークを美味しく、なおかつ“いい音”で食べようという趣旨のキャンペーンでCMに初音ミクが歌唱付きで出演した。また、このキャンペーンでは「グリコポッキー音響測定器」を作成するなどクリプトンが協力している。
農林水産省
2018年3月に農林水産省とコラボし、日本食と食文化の魅力を世界に向けて発信するプロモーション動画「“OISHII” TRIP」を公開。
ABCクッキングスタジオ
2018年6月初旬から月末にかけて初音ミクとの期間限定コラボレッスンが開講（題材は初音ミクのホールケーキ）。翌年11月よりコラボ第2弾が実施された（題材は「はちゅねミク」の餡饅「ミクまん」）。
日清食品
日本と海外でそれぞれ異なるコラボ企画を展開。
2021年12月より翌年にかけて行われた「プロジェクトセカイ」とのコラボにおいて、書き下ろし楽曲（ゲーム内実装コンテンツ）やミクたちが出演するコラボ動画、カップヌードルを手に持つ「ねんどろいど 誰もいないセカイの初音ミク」が当たる応募キャンペーンなどを実施（プロジェクトセカイのメディア展開#日清食品）。
2025年、中国（本土・香港・マカオ）にて初音ミクとカップヌードルのコラボを実施。初めに5月中旬に香港・マカオの店舗で「北海道カップヌードル」の特別パッケージ（北海道カップヌードル全6種）が発売され、関連グッズや世界ツアー「HATSUNE MIKU EXPO」の10周年コンテスト受賞曲「M@GICAL☆CURE! LOVE ♥ SHOT!」からインスピレーションを受けて制作したアニメーション動画も発表。続いて6月より中国本土を対象としたシーフードの特別パッケージ（全3種）が発売され、同様に関連グッズやCMが発表されている。
MY ROUTINE（ウエニ貿易）
2023年にウエニ貿易のブランド・MY ROUTINEとのコラボプロテイン「初音ミク×MY ROUTINE コラボプロテイン」が発売（ネギポタージュ風味など全3種）。
以降もコラボが行われ、2024年にゲームソフト「Fit Boxing feat. 初音ミク -ミクといっしょにエクササイズ-」（ウエニ貿易,イマジニア,クリプトン）、2025年に「DECO*27×初音ミク×MY ROUTINE」としてトリプルコラボプロテインが販売されている。
スシロー
2024年12月2日より中国のスシローを対象とした初音ミクコラボ（全4弾）がスタート。サブビジュアルにはピアプロキャラクターズ他5名の内、巡音ルカ、鏡音リン・レンの3名も描かれている。
日本マクドナルド
2025年より、初音ミクとコラボした動画や広告を順次発表。まず2月19日にシルエットが公開され、同月26日の時点でX（旧ツイッター）上で“41万”以上のいいねが集まるなど大きな反響を呼ぶ。次に「猫の日」を記念して4人の人気アニメーターが書き下ろした「#ミクとシャカろ」動画が順次公開され、国外でも反響を呼んだ。3月9日には“ミクの日”を記念してミクとシャカシャカポテトの3DCGスペシャルコラボ映像“シャカシャカにしてあげる♪【してやんよ】”をマクドナルド公式YouTube上で公開し、同日22:30から放送されるテレビ東京“有吉ぃぃeeeee！”の番組内で60秒CMとして放送された。
サンキスト
2025年6月、中国の主要スーパーで初音ミクデザインのコラボフレーバー（3種）が発売され、該当商品のQRコードを読み取ることにより初音ミク仕様のフィギュアやヘッドホン、限定デザインのトートバッグなどの抽選チャンスが得られた。

### 上記以外の主な飲食コラボ
上記以外の著名な食品とのコラボ（※雪ミク、桜ミク、レーシングミク、ミクダヨーなどのバリエーション含む）。
- 石屋製菓（白い恋人）
- お茶の井ヶ田（喜久福）[109]
- カルビー（堅あげポテト[110]）
- こばやし/お弁当のこばやし（牛タン弁当）
- 佐久間製菓（サクマドロップス）
- DyDo（おいしい◯◯）
- 壺屋総本店（き花）
- まるか食品（ペヤング）
- 丸川製菓 （マーブルガム）
- 三星（よいとまけ[110]）
- GO&FUN japan（GO&FUN[111]）

## 小売

### クリプトン・初音ミク公式（小売）
雪ミク スカイタウン（クリプトン）
北海道・新千歳空港に設けられた公式ショップ＆ミュージアム。公式グッズの販売のほか、隣りにある「PRONTO新千歳空港店」をはじめとする他の店舗とのコラボ企画も実施。また、飲食可のカフェスペースも設置されている。
HATSUNE MIKU official shop in Akiba（ドン・キホーテ×クリプトン）
2024年4月27日よりドン・キホーテ秋葉原店2Fに常設されているピアプロキャラクターズ関連の専門コーナー。

### コンビニ
ファミリーマート
日本と海外で異なるコラボ企画を展開。
「SNOW MIKU 2012」において「雪ミク」として最初のコラボが行われた（→雪ミク#その他のメディアミックス）。
その後、同年の初音ミク5周年に合わせて株式会社サニーサイドアップがプロデュースを担当するファミリーマートとのコラボ企画「初音ミク 5th Anniversary ミク LOVES ファミマ♪キャンペーン」がスタート。この企画は元々は2011年の秋にくじの景品の企画として持ち上がったもので、ちょうど5周年に近かったことからそれに合わせてくじ以外の展開も行うことになったという。「はちゅねミクまん」やミク歌唱曲「ぽっぴっぽー」にちなんだ野菜ジュースなど全26種が発売された。限定グッズが当たるくじや、店頭での動画の配信、さらに『池袋　東池袋セイコービル店』では大規模な店舗ラッピングも実施されている。5周年企画終了後も中長期的にコラボを続け、「初音ミク ウィンターフェア」や初音ミク意匠のファミマTカード等を展開している。
セブン-イレブン
日本と海外で異なるコラボ企画を展開。
2015年に日本でコラボ初実施。雪ミクのフェスティバル「SNOW MIKU 2015」で店頭のマルチコピー機で購入できる「プリントキャラマイド」に歴代雪ミクのビジュアルが期間限定で登場。2019年にはセブンネット限定商品としてセブンイレブンのロゴカラーを基調としたミクのコラボフィギュアが発売。
ぴあ株式会社が発行するフリーペーパー「7ぴあ2022年7月号」では、公式イベント「初音ミク マジカルミライ」の10周年関連で表紙にミクが起用、スタッフインタビューも掲載された。
2024年7月、中国の店舗を対象にしたコラボ企画で飲食品・グッズを販売し、広東省の一部店舗はメインビジュアルのラッピングが施された特別仕様となった。
ローソン
主にコラボグッズの販売、イベント（マジカルミライ）のチケット販売・広告展開・協賛として参画。また、各シーズンの雪ミク、桜ミク、公式イベントのグッズなども販売している。
2022年、15周年企画「初音ミク 15th Anniversary キャンペーン」を実施し、ピアプロキャラクターズ6体のオリジナルチルドリンクやくじ、初音ミクのウエハース、Tシャツなどのコラボグッズを販売。
2023年、16周年企画「初音ミク Happy 16th Birthday キャンペーン」を実施し、ピアプロキャラクターズの関連グッズ及び飲食物など50種以上を販売（ランダム含む）。
2024年、中国の店舗で16周年企画の一環としてグッズ「璀璨与你」シリーズを販売。国内では同年8月より「初音ミク LAWSONキャンペーン」を実施し、対象商品を購入すると限定グッズが貰える（対象：ピアプロキャラクターズ6名）。
NewDays（JR東日本）
2017年8月よりNewDays✕キューピー「野菜の日キャンペーン」のPRキャラクターに起用され、オリジナルCMやオリジナル楽曲、グッズなどを展開。
2018年・2019年、JR東日本駅構内NewDays・NewDaysKIOSKにて「ナツキタ2018（2019）北海道フェア」が開催され、初音ミクおよび雪ミクがPRキャラクターに選出。オリジナルグッズやQRコードやAR技術を活用した舞台めぐり・ラリーが展開された。
2022年、鉄道開業150周年×ミク15周年企画のコラボ商品を販売。
2024年、「初音ミク×NewDays」コラボの限定グッズを販売（対象：ピアプロキャラクターズ6体）。

### 量販店・百貨店
伊勢丹
2023年に実施された初音ミク16周年企画の一つ「初音ミク×イセタン ～Happy 16th Celebration in ISETAN !!～」において39ブランド以上・120種類以上もの品を展示・販売。初音ミクデザインの「エムアイカード」のほか、本企画のテーマ曲としてポリスピカデリーの「Props」もリリースされた。
39 Culture / ミクカルチャー（ココラボ×クリプトン社）
初音ミクのコラボレーションストア。初音ミク＆鏡音リン・レン10周年企画としてスタートし、以降も店舗を変えて毎年実施されている（2024年時点）。
100円ショップ×初音ミク
全国の100円ショップでピアプロキャラクターズコラボグッズが販売されている。2021年より第一弾の販売がスタート。

### その他（小売）
- ポップアップストア
  - 複数の店舗で期間限定のポップアップストアが実施されている。
- 地域周遊キャンペーン
  - 雪ミクは北海道、桜ミクは弘前を対象に、地域に根付く各店舗の案内役を努めている他、該当店舗と連動したスタンプラリーなどの周遊企画も実施されている[79][137]。
  - 秋葉原100店舗を対象とした「初音ミク 秋葉原フェスティバル 2024」（ココラボ）や、大阪を巡る「初音ミク POP UP SHOP ～エンジョイ大阪！2024～」（クラックス）など、通常のミクでも地域に密着した周遊企画が実施されている[138]。

## 電子機器・家電

### ハードウェア・デバイス
Xperia / Xperia feat.HATSUNE MIKU （ソニーモバイルコミュニケーションズ,SOMC）
2013年9月、NTTドコモ向けスマートフォンの「XperiaTM」と「初音ミク」のコラボレーションモデル「Xperia feat.HATSUNE MIKU 」が39,000台限定で発売。背面に「XperiaTM」と「初音ミク」の世界観を融合したグラフィックを施し、壁紙やオリジナルウィジェットなど、内蔵コンテンツも特別仕様。
2016年5月よりSOMCのキャンペーンで再度起用され、Xperiaユーザー限定でコラボ楽曲の「VOICES tilt-six Remix feat. Miku Hatsune」やオリジナル壁紙ほか、様々なボカロPが制作したオリジナル楽曲が期間限定で配信。
2020年の「Xperia 10TH ANNIVERSARY キャンペーン」第2弾では、ミクがXperiaで自撮りする姿が描かれた記念コラボTシャツ（原画：ixima）がキャンペーン応募限定品として展開された。
プレイステーション（SCEI）
PSP - 2010年7月、裏面に初音ミクのシルエットが描かれているPSP同梱のセット商品「初音ミク -Project DIVA- 2nd いっぱいパック」がセガから発売された。
PS VITA - 2012年8月30日に初音ミクを裏面に刻印した「PlayStation®Vita 初音ミクLimited Edition」が発売（ホワイト、3G/Wi-FiモデルとWi-Fiモデルの2種）。
PS4 - 2016年6月23日、『初音ミク -Project DIVA-』（X HD及びFT）の発売記念にPS4のHDDベイカバー2種を数量限定で発売（それぞれX HDとFTのメインビジュアルが刻印されている）。2017年4月1日よりソニーストアで雪ミクが刻印されたPS4天板（トップカバー）と、初音ミクが刻印された『SEGA feat. HATSUNE MIKU Project』のPS4天板をそれぞれ発売（セット販売あり,雪ミクのみ札幌店限定）。2017年11月27日には『初音ミク Project DIVA Future Tone DX』のメインビジュアルを刻印したPS4天板を受注販売（初音ミク単体とピアプロキャラクターズ6名が描かれたものがある）。
TSUKUMO（九十九電機、現ヤマダHDブランド）
各テクノロジー企業が開発したコラボ製品（パソコン、キーボード、マウス、ハードディスク、ディスプレイ等）を企画・販売している。また、冨田勲×初音ミク（協力）やミクの公式VRパーク「MIKULAND」（リアルグッズ販売会社）など他のメディア展開にも関与している。
Xiaomi
2018年7月、中国の家電メーカー・Xiaomi（シャオミ）から初音ミクをテーマにしたスマートフォン「Mi 6X初音未来限定セット」が発売。
広州市絶対萌域商貿有限公司/moeyu
中国にて「moeyu/萌羽」ブランドで数多くの初音ミクのグッズを企画・販売している企業。キーボード、マウスを発売（いずれも他メーカー製品）。
上記以外のハードウェア・デバイス
- アイ・オー・データ機器（HDD）[148]
- iKBC（キーボード）
- Varmilo（キーボード）
- Acer（PC）[147]
- ASUS（キーボード、マザーボード、水冷CPUクーラー、グラフィックスカード、ディスプレイ、電源ユニット、マウス、ヘッドホン）
- エルザジャパン（PC）
- Thermaltake（英語版）（キーボード、マウス）
- 成都水月雨科技有限公司（イヤホン）
- タスカム（スピーカー）[152]
- DELL（PC）[147]
- 東プレ（REALFORCE）
- ViewSonic（ディスプレイ）[153]

### その他（電子機器・家電）
- 日本インタークリエイト（ハンディファン）
- バンダイナムコグループ（ハンディファン）

## アパレル
公式ポータルサイト「piapro.net」には、約1600品（2024年3月時点・抜け落ち多数）のアパレル商品が掲載されている。
ルイ・ヴィトン
初音ミクを起用した世界初のボカロオペラ「THE END」では、フランスのハイブランド「ルイ・ヴィトン」がミクの衣装デザインを手掛けており、THE ENDのミクは非売品（限定品）としてグッズ化・フィギュア化されている。
VOGUE / ヴォーグ
海外のファッション雑誌「VOGUE」2016年春特別号における企画で、オートクチュールの巨匠リカルド・ティッシは自身がデザインしたドレスを等身大初音ミク（模型）に着用させた。
AOZORAGEAR（株式会社アクロス）
初音ミクを第一弾の商品として起用したアウトドアグッズブランド。
ピアプロキャラクターズのアパレルシリーズ（クリプトン、ナタリーなど）
ピアプロキャラクターズを題材にしたオリジナルのアパレルシリーズ。
「UWA 初音未来」シリーズ（bilibili/BEMOE）
中国発のアパレルシリーズ。ピアプロキャラクターズのUWA痛バッグの累計売上は20万個を突破し（2023年9月時点）、マジカルミライ2023の海外展開トークセッションでヒット商品として紹介された。当初は国外限定だったが、後にbilibili JAPANが日本国内向けに販売している。

### コラボしたアパレルブランドの一覧
- I AM
- AOZORAGEAR
- earth music & ecology
- ATELIER BOZ
- Ani-Art
- アベイル
- 天羽川[158]
- ArtemisKings[159]
- 伊佳林（IKALI）[160]
- Emergenci[161]
- R4G
- VANQUISH / ヴァンキッシュ
- 告白气球家（gaobaitieqiu）
- KANGOL
- CUNE
- GEEKS RULE
- Ground Y
- コスユメ
- 五泉ニット
- gym master[162]
- supergroupies
- SPINNS
- SOLWA
- DARRDY
- 中央町戦術工芸[163]
- despair
- ニーアクロージング
- Niko and...
- NEW ERA
- PERSON'S
- PUBLIC TOKYO
- HARE（ハレ）
- Palude
- PEACE NOW
- 火消魂
- PIIT[164]
- HIPSHOP
- FIRE FIRST
- FILA[165]
- FILL,more
- PUTUMAYO
- フルグラフィック
- BABY, THE STARS SHINE BRIGHT
- BAIT（ベイト）
- HOPESHOW
- MAYLA
- 喵屋小铺（miaowu）
- MILKFED[166]
- MEI
- メタモルフォーゼ
- LISTEN FLAVOR
- ルイ・ヴィトン
- rockin'star
- WeLoveFine
- WILDERNESS EXPERIENCE
- Yuruwa

## 医薬品・化粧品
デジアイ（ロート製薬）
リンク先を参照。ロート製薬とのコラボ商品で、初音ミクをプロモーションキャラクターとして起用しており、パッケージにはミクの目元があしらわれている。ARライブもスマートフォンのアプリとして配信された。
ラックス スーパーリッチシャイン ストレート&ビューティー
ユニリーバ・ジャパンの LUXのヘアケアラインにCMキャラクターとして2016年に起用され、Mitchie Mの「未来序曲」をCM用にアレンジされた曲を歌唱。
『初音ミクシリーズ』フレグランス（primaniacs/まさめや）
2019年よりピアプロキャラクターズ（ミク、鏡音リン・レン、巡音ルカ、MEIKO、KAITO）をそれぞれイメージして調香されたフレグランスの販売がスタートし、好評につき再販（一般販売）されている。
- その他
  - 中国における初音ミクの公式コンサート「未来有你（MIKU with YOU）」では、北京沸点无限娱乐文化发展有限公司と上海新创华文化发展有限公司（SCLA）が共同開発した初音未来10周年記念香水が2017年の公演で頒布され、翌年には未来有你2018に合わせて四季を織り込んだ新商品が販売された[169]。

## 乗り物・交通機関
初音ミク GTプロジェクト
上記リンク及び#初音ミク GTプロジェクト、グッドスマイルレーシングを参照。
雪ミク関連
詳細は雪ミク#雪ミク電車、雪ミク#北海道の団体・企業とのコラボレーション、雪ミク#その他のメディアミックスを参照。
トヨタ・カローラ
2011年5月よりトヨタ自動車がアメリカでのトヨタ・カローラ2011年モデルの広告キャンペーンの一環として初音ミクを起用し、ミクの登場するCM等が公開されている。このCMは海外でも話題となり人気を集めた。トヨタは2011年7月2日にロサンゼルスで実施されたミクの初めての海外単独ライブ「MIKUNOPOLIS in LOS ANGELES」への協賛を行っている。
エアポート・レール・リンク（タイ王国/バンコク×札幌市）
詳細は#北海道を参照。
AIRDO
航空会社「AIRDO」（エア・ドゥ）と『初音ミク -Project DIVA-』シリーズのコラボレーション。2016年2月1日から3月31日にかけて機内サービスとして提供しているオーディオプログラムに「『初音ミク -Project DIVA- X』スペシャルプログラム」が開設。本作に収録される楽曲の一部を聴くことができた。プログラムは藤田咲によるMCも流れる。同期間中には、フライト中に提供されるサービスドリンクの紙コップが、『DIVA X』デザインになった。また、上記コラボの発表で予告されていたように、2016年8月25日よりAIRDOの制服をモチーフにした初音ミク専用モジュール（コスチューム）を『:初音ミク -Project DIVA- X HD』にて無償配信。
ダイハツ×初音ミク
ダイハツ×雪ミクに続くミクの自動車コラボ企画。マジカルミライ2017にて実施したデザインアンケートをもとにコラボカー第1弾（雪ミクを含めると第3弾）の「ムーヴ キャンバス 初音ミク リミテッドパッケージ」やエクステリア、インセットが誕生。さらに「ムーヴキャンバス・ビーチスタイル」やダイハツTAFTとのコラボカー「ミクTAFT」も誕生。ミクTAFTではテーマソング「quest（はりーP）」やKEI氏によるビジュアルが設定されている。
マジカルミライ関連
詳細は初音ミク「マジカルミライ」#地域・公共交通機関を参照。
上海交通卡
初音ミクのデザインが採用された上海交通カード。通常頭身（2017 - ）のほか、Q版造型画（2022 - ）などのカードが発行されている。
高雄捷運公司および希萌創意
初音ミク×高捷少女ラッピング列車(右)
FF34希萌創意ブース(左)ミクの世界ツアー「MIKU EXPO 2019」に関連し、台湾南部高雄市で運行されている高雄メトロの公式キャラクター「高捷少女（たかめ少女）」と合体し、通常は高捷少女の各キャラクターが担当しているマナー啓発ポスターにミクやレンらが起用された。高雄メトロの制服姿で駅や車内に掲示されたほか、各駅にミク他のキャラクターを紹介する等身大のパネルが設置された。6月末から8月末までの約2か月間はラッピング列車が同社のレッドラインで運行された。7月には開拓動漫祭（FF34）でキャラクターを生み出した希萌創意社による各種コラボグッズの販売を実施。
南海電気鉄道
2019年8月1日 - 30日にコラボレーションを実施。コラボレーション期間中はコラボグッズ販売のほか、6200系50番台と9000系6両編成にそれぞれ1編成に特製ヘッドマークの掲出や、三国ヶ丘駅に「初音ミクニヶ丘」駅名標が掲示された。また、三国ヶ丘駅の他に難波駅・関西空港駅に特製パネルが設置された。
桜ミクラッピング電車
2019年より、弘前観光コンベンション協会とのコラボで桜ミクのラッピング電車が期間限定で運行。
鉄道開業150th×初音ミク15th
2022年、鉄道開業から150年記念にオンラインショップ「NewDays｣にてコラボグッズを販売。

## ホテル・宿泊施設
オフィシャルイベント用の宿泊プラン
SNOW MIKUやマジカルミライ、HATSUNE MIKU EXPOなどのオフィシャル企画において、現地宿泊施設での宿泊プランが組まれることがある。こうした企画も人気を博しており、桜ミクとコラボした弘前プラザホテルはコラボルーム50泊分の予約が受付開始から40分で売り切れ、ホテルの支配人が驚いたというエピソードが残っている（→桜ミク#弘前プラザホテル）。
ニューオータニ
初音ミク16周年企画の一環。2023年4月よりホテルニューオータニ（東京）にて期間限定で初音ミクのコラボレーションルーム宿泊・オリジナルグッズの企画が展開されている（好評に伴い期間延長）。
ヴィラフォンテーヌ

## 伝統文化・総合芸術
2012年以降は芸術分野に進出し、これまで接点のなかったハイカルチャーとのコラボが行われていった。
オーケストラ・オペラ・歌舞伎・能・人形浄瑠璃
初音ミクの関連イベント#オーケストラ、初音ミクの関連イベント#その他の舞台芸術を参照。
東京国立博物館
東京国立博物館所蔵の修理プロジェクトに起用され、重要文化財「冬木小袖」や「見返り美人図」のコラボグッズを展開、売上額を一部寄付した。本館のミュージアムショップ等でグッズが販売されている。漫画「はるかリセット」14話では、東京国立博物館に訪れた主人公がミュージアムショップで「初音ミク 冬木小袖ver.」のフィギュアや掛け軸などを見て心を躍らせるシーンがある。
2022年、東京国立博物館創立150年の記念展覧会「150年後の国宝展」の企業部門にて、初音ミクが「150年後の国宝候補」に選出・展示された。
2023年、インドで行われたG20ニューデリー・サミット関連の国際プロジェクト「Culture Corridor – G20 Digital Museum」にて、重要文化財修理プロジェクトのコラボグッズ「ねんどろいど 初音ミク 冬木小袖Ver.」が日本文化を表す作品として展示された。
初音工房 / 初音工房プロジェクト
日本の伝統工芸の継承と新たな魅力発信を目的とするプロジェクト。2023年3月6日に発表。
創作を主体とする初音ミク文化圏を日本のものづくり文化の延長線上にあると捉え、初音ミクを公式アンバサダーに迎えて若年層・海外観光客へ日本の“ものづくり”文化の価値を再発見してもらう場を提供する、とされている。
第一弾（初音工房プロジェクト No.1）として、初音ミク16周年企画における「初音ミク×イセタン」にて「紋様と浴衣」を主体とした品が披露された。
開創1150年記念 醍醐寺 国宝展×桜ミク
桜ミク#その他のメディアミックスを参照。

## チャリティー活動
akibaF
秋葉原にマッチした献血ルームとして2009年10月1日にオープンした日本赤十字社の献血ルーム「akibaF」の展示企画第一弾として、クリプトンの協力のもと「初音ミク未来へ」を2010年1月8日まで開催、初音ミクの立体映像、関連の書籍やフィギュアなどが展示された。
初音ミク「支えあうココロ、未来へ。」プロジェクト（赤い羽根共同募金×クリプトン社）
2012年より行われている赤い羽根共同募金とピアプロの共同企画。募金への協力を呼びかけるポスターやテーマ曲にミクが起用され、2022年時点で11年目を迎えた。
HATSUNE MIKU CHARITY PROJECT（クリプトン）
クリプトン社が被災地支援のために展開しているチャリティプロジェクト。
日本赤十字社
マジカルミライ2013より実施されている日本赤十字社の献血PR活動。
上海血液センター
2023年10月28日より中国・上海血液センターと初音ミクが提携してボランティア献血チャリティーへの参加を呼びかけ、参加者にはオリジナルグッズなどを頒布。

## IPコラボ
- アニメ出演は#アニメ作品の節を参照。
- ゲーム出演は初音ミクを題材にしたゲーム作品のコラボ節およびアナログゲーム節を参照。
- イベント出演は初音ミクの関連イベント#外部イベントを参照。
- プロセカにおけるコラボ企画はプロジェクトセカイのメディア展開#タイアップ・コラボレーション企画を参照。
- 音楽クリエイターとのコラボ企画は初音ミクの音楽コンテンツ#アーティストとのコラボ企画を参照。

### 2000年代・2010年代（IPコラボ）
戦場のヴァルキュリアシリーズ
2009年7月に発売されたゲーム『初音ミク -Project DIVA-』にて、第一弾作品のヒロイン「アリシア・メルキオット」の衣装を着用した初音ミク用のコラボモジュール「ガリア軍第7小隊」が登場。なお、以後の『DIVA』シリーズでは鏡音リン・レンとコラボしている。
スペースチャンネル5
2009年7月に発売されたゲーム『初音ミク -Project DIVA-』にて、主人公のうららをモチーフにしたピンク髪のミクのモジュール「スペチャン5」が登場。さらに同作に登場するモロ星人のデザイナー・茂呂真由美がデザインしたミクのモジュール「スペチャン39」も登場する。
2020年に発売されたVR対応ソフト『スペースチャンネル5 VR あらかた★ダンシングショー』では、コラボDLC「スペース 39miku パック」が配信されている。
アイドルマスターシリーズ
2010年に発売されたゲーム『初音ミク -Project DIVA- 2nd』にて、ゲーム『アイドルマスターSP』とコラボした楽曲/モジュール/コラボルーム/ルームアイテムを収録したDLC全2セットが配信された。モジュールは初音ミク×天海春香の「初音ミク 春香 Style」、鏡音リン×双海亜美・真美の「鏡音リン 亜美・真美 Style」、巡音ルカ×如月千早の「巡音ルカ 千早 Style」。収録楽曲は「GO MY WAY!!」、「relations」の2曲。
2011年に発売されたゲーム『THE IDOLM@STER 2』では、登場キャラクターが着用できるミクの衣装とステージで歌って踊るミク本人を登場させることができるコラボDLCが配信された（→初音ミクを題材にしたゲーム作品#アイドルマスター2）。
2022年3月、ゲーム『アイドルマスター シャイニーカラーズ』とのコラボ企画「アイドルマスター×ピアプロキャラクターズフェア」が実施された（対象：初音ミク、鏡音リン、巡音ルカ、三峰結華、芹沢あさひ、桑山千雪）。
電脳戦機バーチャロン
雑誌「月刊ニュータイプ 2011年2月号」にてカトキハジメがデザインした「フェイ・イェンHD（ハート・オブ・ディーヴァ）」が発表された。2011年11月にフェイ・イェンHDのフィギュア「COMPOSITE Ver.Ka」も発売。
2011年11月に発売されたゲーム『初音ミク -Project DIVA- extend』では、逆にミクがフェイ・イェンのパーツを纏ったような姿のモジュール「フェイ・イェン スタイル」が登場している。『DIVA extend』の予約特典「Special Collaboration Album VOCALOID extend REMIXIES」では、フェイ・イェンのテーマ曲である「LOVE14」の初音ミク歌唱版も収録されている。
2013年3月に発売されたゲーム「スーパーロボット大戦UX」にもフェイ・イェンHDが参戦している。
すーぱーそに子
2011年8月に発売されたニトロプラスのゲーム「ソニコミ」に初音ミクのコスチュームが登場。アニメ「そにアニ -SUPER SONICO THE ANIMATION-」では10話でレーシングミクサポーターズ2013のコスチュームが登場する。グッズやイラストなども展開されており、レーシングミクのコスチュームに身を包んだそに子のスケールフィギュア、アクリルスタンド、日用品などが発売されている。
ソニック・ザ・ヘッジホッグ
ゲーム『初音ミク -Project DIVA- extend』では、20周年を迎えるソニックをモチーフにしたミクのモジュール「ソニックスタイル」が収録されている（デザイン：上川裕司）。『DIVA extend』の予約特典「Special Collaboration Album VOCALOID extend REMIXIES」では、「Live and learn」のミク歌唱版が収録されている。
セブンスドラゴン2020
2011年11月に発売された「セブンスドラゴン2020」に歌姫「初音ミク2020」として登場しており、同年発売のゲーム『初音ミク -Project DIVA- extend』にもモジュール「TYPE2020」として収録されている。
ハローキティ
2012年1月より、ハローキティとのコラボ企画「雪ミク×ハローキティ～SNOW MIKU～」を北海道内の約80店舗で販売開始。その後、同年12月より初音ミクとハローキティのコラボグッズ（対象はミク、鏡音リン・レン、巡音ルカ）が販売された。
2018年に「雪ミク×ハローキティコラボ」企画が展開されコラボグッズを販売。翌2019年にもビジュアルを変更して実施。
「プロセカ」とのコラボ企画では、ミクとキティをピックアップしたゲーム内コンテンツを実装している（鏡音リン・レンはリトルツインスターズ、巡音ルカはマイスウィートピアノ、MEIKOはニャニィニュニェニョン、KAITOはあひるのペックル）。
パワーパフガールズ
2012年、日本国内放送開始10周年にコラボグッズが展開された。
ペコちゃん（不二家）
2013年にミクダヨーとのコラボ商品を販売（→#不二家）。
ビックリマン（ロッテ）
2013年にコラボ商品「ミックリマン」、2015年に「ミックリマン2」を販売（→#ロッテ）。
CuteRody
イタリア発のキャラクター「ロディ」とのコラボ企画。アミューズメント景品やiPhoneケース等の雑貨のほか「超合金」シリーズ、「ねんどろいどぷらす」でのフィギュア化など多彩な展開が行われている。
魔法少女まどか☆マギカ
2015年に雪ミクとのコラボを実施（→雪ミク#魔法少女まどか☆マギカ）。
小梅ちゃん（ロッテ）
2015年に初音ミクと小梅のコラボ商品を販売（→#ロッテ）。
ラブライブ!シリーズ
「SNOW MIKU 2016」にて「ラブライブ！μ’s×SNOW MIKU 2016」が展開され、描き下ろしコラボイラストやコラボグッズの販売、記念スタンプ施策を実施。
2022年8月24日、ラブライブ!サンシャイン!!及びAqoursとのコラボ企画で「Aqours feat. 初音ミク」名義のコラボ楽曲「BANZAI! digital trippers」が発表され、ミクと作品内のAqoursメンバーが共演する同曲のアニメーションPVが一部試聴用にYouTubeで配信のち、CDに映像ソフトとして付属。さらにサンシャインとのコラボカフェ（GIGO）やコラボグッズも販売された。また、翌年のコンサート「ラブライブ!サンシャイン!! Aqours EXTRA LoveLive! 2023 ～It's a 無限大☆WORLD～」にてミクがスペシャルゲストとして登場し、「BANZAI! digital trippers」と共に初音ミクとAqoursのシンクロパフォーマンスが披露された。
ラスカル
2017年に初実施されたアライグマのキャラクター「ラスカル」とのコラボ。2019年には「雪ミク×ラスカル」も初実施された。「初音ミク×ラスカル」は2023年時点で7回目（雪ミクを含まない）を迎える定番企画となっており、アートやグッズ、LINEスタンプなど幅広く展開されている。コラボ専用の特設サイトも開設された。
モンスターハンターフロンティア
以前より「モンスターハンター フロンティア オンライン」ゲーム内で度々コラボしていたが、2017年に互いに10周年を迎えることから、ダブル10周年企画としてピアプロキャラクターズ全員とMHFのコラボグッズが展開された。ミクからカプコンに向けたMHF10周年のお祝いメッセージも公開されている。
プリキュアシリーズ
2017年にキラキラ☆プリキュアアラモードと10周年を迎える初音ミク、鏡音リン・レンのコラボフェアが実施され、プリキュア公式ショップ「プリキュアプリティストア」にてコラボグッズの独占先行販売が行われた。
けものフレンズ
2018年に雪ミクとのコラボを実施（→雪ミク#けものフレンズ）。
ジンギスカンのジンくん&またぎのもみじちゃん&カンくん&ギスくん
2018年より雪ミクとのコラボ企画「みくにくま」がスタート（対象：雪ミク&雪ミクダヨー×ジンくん、ルカ×またぎのもみじちゃん、MEIKO×カンくん、KAITO×ギスくん）。
コアックマ＆アックマ
同上（対象：雪ミク&雪ミクダヨー×コアックマ&アックマ、リン×コアックマ、レン×アックマ）。
デジモンアドベンチャー
2019年にアニメ版が20周年を迎えたデジモンシリーズとのコラボ企画。コラボイラスト、楽曲音源・MV「Butter-Fly～初音ミク Version～（制作：みきとP）」、「初音ミク×デジモンアドベンチャー PremiumShop」を公開。「ねんどろいど 初音ミク きぐるみアグモンVer.」等の各種コラボグッズも販売された。
ニパ子
2019年よりゴッドハンド社とのコラボ製品「アルティメットニッパー feat.初音ミク」発売に合わせてコラボイラストを展開。月刊ホビージャパン2019年4月号では「アルティメットニッパー feat.初音ミク」の特集記事が掲載されている。
Re:ゼロから始める異世界生活
2019年と2020年に、各シーズンの雪ミクとのコラボを実施した（→雪ミク#リゼロ）。

### 2020年代（IPコラボ）
ポケットモンスターシリーズ
2020年にアローラロコンと雪ミクがコラボ（→雪ミク#アローラロコン）。
2023年よりコラボプロジェクト「ポケモン feat. 初音ミク Project VOLTAGE」がスタート。
バトルシティー
2020年7月、「中国国際動漫遊戯博覧会（CCG EXPO）」にて「バトルシティー」と初音ミクのコラボフィギュア（BN Figure DX）を展示。2025年時点では「Wonder Festival 2020 上海」での展示が最後の展開である。
パックマン
2021年12月、中国にて「パックマン」と初音ミクのコラボフィギュア（BN Figure DX）を限定販売。「中国国際動漫遊戯博覧会（CCG EXPO）」にて先行展示。
どんちゃん＆かっちゃん（太鼓の達人）
どんちゃん（和田どん）＆かっちゃん（和田かつ）とのコラボ。
太鼓の達人シリーズはゲーム内で初音ミク歌唱楽曲を実装している（「ぽ〜たぶるDX」とのコラボではどんちゃんとかっちゃんにもミクのデザインが反映されている）。
2022年4月、中国にて「太鼓の達人」のどんちゃん、かっちゃんと初音ミクのコラボフィギュア（BN Figure DX）を限定販売。「中国国際動漫遊戯博覧会（CCG EXPO）」にて先行展示。
マイリトルポニー
2022年5月にコトブキヤから発売された山下しゅんや原画×初音ミクのフィギュア第二弾、BISHOUJOシリーズ「初音ミク feat. MY LITTLE PONY美少女」として商品展開され、初音ミク風の「ミクポニー」が誕生した。
シナモロール
シナモロール（シナモン）とのコラボ企画。専用ビジュアルを使用した雑貨、衣料品、ぬいぐるみが販売（またはプライズ景品として展開）されている。
2022年より「初音ミク×シナモロール」として初のコラボ企画がスタート。ミクがツインテールを、シナモンが両耳を頭頂部で束ねる独特な専用ビジュアルも設定されている。2023年には新宿マルイ アネックスにて「初音ミク×シナモロールカフェ」と「初音ミク×Cinnamoroll POP UP SHOP」が期間限定オープンし、コラボフードやドリンクの展開、カフェ限定グッズを販売。
2023年、初音ミク16周年プロジェクトの企画の一つ「初音ミク×イセタン ～Happy 16th Celebration in ISETAN !!～」で新ビジュアルを公開し、コラボグッズ（雑貨類）を販売。
2024年より「ピアプロキャラクターズ×サンリオキャラクターズ」名義としてのコラボもスタート（対象：ミク×シナモン、リン×ポムポムプリン、レン×バッドばつ丸、ルカ×マイメロディ、MEIKO×ポチャッコ、KAITO×タキシードサム）。
クロミ
2022年、「雪ミク×クロミ」がスタート。
2025年には雪ミクと20周年を迎えたクロミ、50周年を迎えたマイメロディのコラボグッズが販売された。
PUI PUI モルカー
「2023さっぽろ雪まつり」で雪ミク2023とのコラボを実施（→雪ミク#モルカー）。
My Life as a Teenage Robot
2023年5月に発表。アメリカのアニメ作品「ジェニーはティーン☆ロボット」とのコラボ企画で、海外の玩具メーカー・Youtoozの初音ミク系フィギュアの一つとして「ジェニーミク」の商品化が発表された（この他には雪ミク、桜ミクも同時に公開されている）。
マーくん（千葉ロッテマリーンズのマスコットキャラクター）
『初音ミク「マジカルミライ 2023」』幕張会場の企画展ステージにて、マー君とミクダヨーが登場。
クレヨンしんちゃん
2024年4月、ピアプロキャラクターズとかすかべ防衛隊のコラボグッズ第1弾が登場。
ガーフィールド
2024年5月、"世界で一番有名なネコ"とも称されるガーフィールドとコラボしたフィギュアがYoutoozから発売された。2025年には、同メーカーからぬいぐるみも発売。
ガンダムシリーズ
2024年10月、ガンダムシリーズ45周年を記念したコラボプロジェクト「ガンダム45周年×初音ミク」を発表。その第一弾として「GUNDAM METAVERSE LIVE HATSUNE MIKU」を実施。
第二弾は翌年3月9日（ミクの日・ザクの日のダブル記念日）に発表され、初音ミクとコラボしたガンプラ（RGのザクIIS型）、フィギュア（METALROBOT魂ストライクフリーダムガンダム弐式、ウイングガンダムゼロEWとダブルオーガンダムとコラボした初音ミクのLucrea、MSアンサンブル等）、ぬいぐるみ、ゲーム（EXVSシリーズ、太鼓の達人とのコラボ）、楽曲MV（Mitchie M「アイドル戦士」）、アパレル、ファンアートコンテスト、デジタルライブなどの展開が発表された。
マイメロディ
2025年1月より雪ミクと50周年を迎えたマイメロディ、20周年を迎えるクロミのコラボグッズを販売開始（→雪ミク#サンリオキャラクター）。
しろたん
2025年1月より「しろたん×初音ミク POP UP SHOP」が東京・大阪で開催。ピアプロキャラクターズ6名とのコラボグッズ及びLINEスタンプも登場。
オシャレ魔女 ラブ and ベリー
2025年春季より順次リリース。アミューズメント専用景品「セガプライズ」や「セガ ラッキーくじオンライン」、ピアプロキャラクターズとのコラボグッズ販売、カバー楽曲MVの公開など様々な企画を実施。不思議な力に導かれて出会ったミク、ラブとベリーが意気投合し、夢のセッションを始めたとされている。
クッピー＆ラム（クッピーラムネ）
2025年4月よりコラボ企画「ミクッピーラムネ」として、ピアプロキャラクターズとクッピー＆ラムのコラボグッズの販売がスタート。4月に池袋のeeo POP-UP STORE、6月にアニメイト2店舗で実施（カクダイ製菓の所在地である名古屋、クリプトンの所在地である札幌）。
東北ずん子＆ずんだもん＆東北きりたん＆東北イタコ
2025年8月に仙台で行われる「マジカルミライ 2025」と並行してコラボ企画『初音ミク × 東北ずん子 × ずんだもん』及び、ピアプロキャラクターズとSSS合同会社の各キャラクターを使用したイラスト＆楽曲公募企画を実施。「マジカルミライ 2025」のデザインココブースにてミク、ずん子、ずんだもんが駄菓子屋風の衣装を着た可愛らしい描き下ろしイラストと、それぞれの衣装を交換したイラストを使用したアイテムを販売。また、東北のお土産としても人気の「喜久福」とのコラボパッケージも販売されている。
仙台弁こけし・むすび丸
「マジカルミライ 2025」のステージにてミクダヨー（初音ミク名義）と共演。
クラッチ（楽天イーグルスのマスコットキャラクター）
「マジカルミライ 2025」と「東北楽天ゴールデンイーグルス」のコラボ企画の一環で、「マジカルミライ 2025」SENDAIの企画展ステージにてクラッチ、ミクダヨー（初音ミク名義）、メイコダヨー（MEIKO名義）が共演。
ンめねこ
2025年8月14日放送回におけるミクの特別出演、グッズ展開、作者“しりもと”による書き下ろしコラボビジュアルが発表された。

## その他

### 製品（その他）
Tカード（カルチュア・コンビニエンス・クラブ、ファミリーマート）
2013年より、初音ミクのイラストの入ったポイントカード「Tカード」の発行受付を行っている。キャラクターと本格的にコラボしたのはこれが初めてだという。TSUTAYAで申し込みの「Tカード」、ファミリーマートで申し込の「ファミマTカード」の2種類がある。
2023年、「キャラクターTカード10周年記念×初音ミク16周年」として「Tカード（初音ミク 16th）」の発行受付やグッズ、ピアプロでの商品デザインコンテストを実施。
三井住友カード
三井住友カードとのコラボ。「初音ミク VISAカード」及び「初音ミク マスターカード」が発行されている。
中国銀聯カード（招商銀行）
2017年、中国の大手銀行「招商銀行]」から初音ミク柄の「中国銀聯カード」が発行。AR機能を搭載し、招商銀行の専用アプリを起動してカードにカメラを向けると3Dの初音ミクが現れる。
リニューアル版も発行されている。
セイコーウオッチ
時計メーカー「セイコー」とのコラボウオッチ。2023年までに初音ミク15周年モデルおよび16周年モデルが展開されている。

### 企画（その他）
たんすケータイあつめタイ＼(^o^)／
経済産業省が2009年から行っている携帯電話リサイクル促進事業「たんすケータイあつめタイ＼(^o^)／」のキャンペーンにおいて、ミクが国有機関の企画で初めてバーチャルアイドルとして起用。携帯電話に使われる有用金属のリサイクルを目的とした事業で、初音ミクの歌う「たんすケータイの歌」の配信と、ピアプロにて携帯電話のリサイクルを呼びかけるイラストの公募が行われ、イラストの優秀作品はPR動画や経済産業省公式サイトなどで公開された。
知的財産管理技能検定
知的財産教育協会が2010年11月より新たに始めた国家技能検定試験「知的財産管理技能検定1級（コンテンツ専門業務）」のキャンペーンに起用、「“初音ミク”イラスト・楽曲コンテスト」としてピアプロにてポスターなどに使用するイラストと、楽曲の公募が行われた。
金星探査機あかつき
2010年5月21日に打ち上げられたJAXA（宇宙航空研究開発機構）の金星探査機「あかつき」のキャンペーンにおいてピアプロで募集された初音ミクのイラストとファンのメッセージを掲載したプレートが探査機に搭載され、ウェブ上ではそれに関連した二次創作が多数投稿されることになった。
MOMO (ロケット)
3号機が雪ミクとコラボしてクラウドファンディングを実施し、初音ミクが打ち上げカウントダウンを担当（延期を挟んでいる）。最終的に日本の民間ロケットで初めて宇宙に到達した（→MOMO#3号機を参照）。
【初音ミク】成人の日お祝いメッセージ
2021年1月11日、Youtubeの初音ミク公式chにて、全国の新成人に向けて初音ミクからコロナ禍での啓発活動を兼ねたお祝いメッセージ動画が投稿された。また、同時期には札幌の新成人に向けた雪ミク版（【令和3年札幌市新成人の皆様へ】お祝いメッセージ）が公開されている。